# Hemelbed

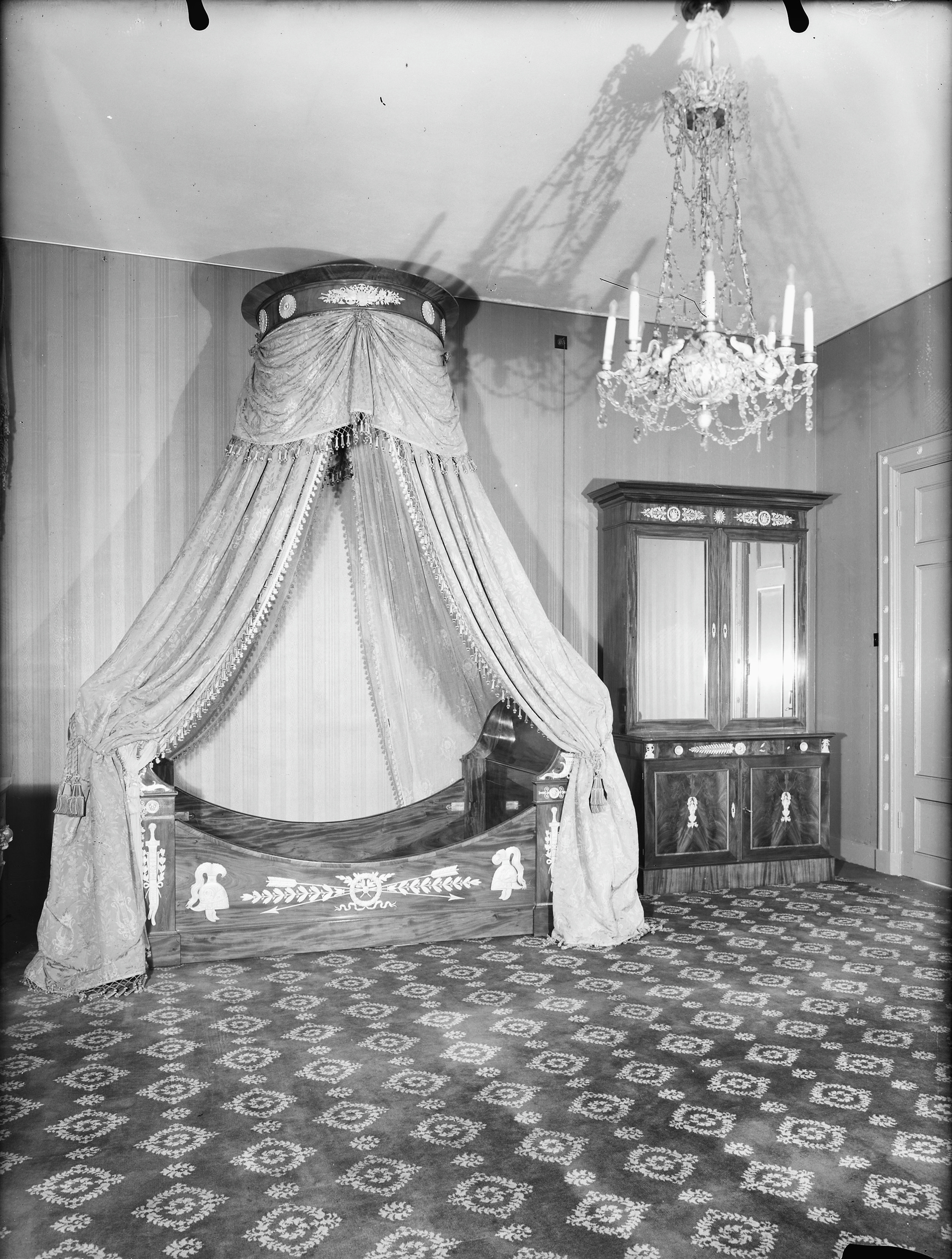
Hemelbed in Paleis Soestdijk, foto uit 1942

Een hemelbed is een bed met een "hemel", een constructie op palen met een gesloten baldakijn of luifel erbovenop. De hemel kan ook losstaan van het eigenlijke bed en aan de wand of aan het plafond bevestigd zijn.
Het hemelbed is meestal voorzien van bedgordijnen die dichtgeschoven kunnen worden. De hemel en de gordijnen zorgen ervoor dat het in het bed warmer wordt ten opzichte van de omliggende ruimte en schermen het bed tevens af van licht en zicht. Bij kostbare hemelbedden kunnen zowel de hemel als de gordijnen uitbundig gedecoreerd zijn.
De hemel beschermt de slaper mogelijk tegen bedwantsen die van het plafond van de kamer op het bed vallen. Als de gordijnen gesloten worden, als een klamboe, is de slaper ook beter beschermd tegen muggen.

## Geschiedenis

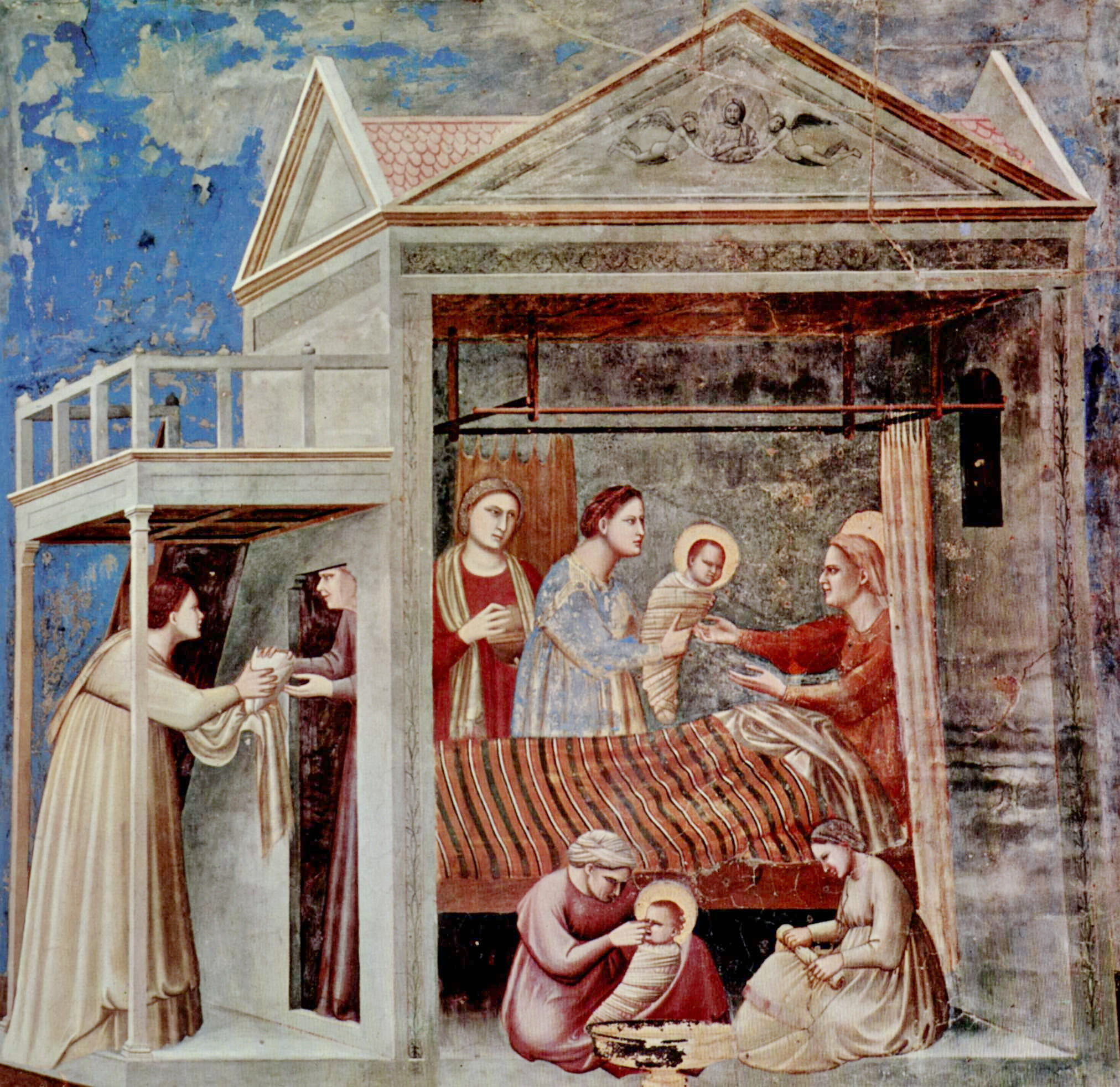
Geboorte van Maria, Fresco door Giotto, tussen 1303 en 1305

Het hemelbed is ontstaan uit een behoefte aan warmte en privacy in gedeelde kamers zonder centrale verwarming. Privékamers waar slechts één persoon sliep, waren praktisch onbekend in  middeleeuws en vroegmodern Europa. Voor de rijken en adel was het gebruikelijk dat bedienden in dezelfde kamer sliepen. Armere mensen hadden geen eigen slaapkamers. In zeer bescheiden huizen was het niet ongebruikelijk om een eenvoudig gordijn in een kamer te hangen om de slapende personen in bed tegen kou en tocht te beschermen en om een afscheiding te maken tussen de leefruimte en de slaapruimte.
Vanaf de 14e eeuw zijn bedden met gordijnen eromheen bekend, zoals blijkt uit een fresco van Giotto. De simpelste vorm uit de middeleeuwen bestond uit een haak aan het plafond waaraan gordijnen werden bevestigd.
Vanaf de 16e eeuw werden sierlijk bewerkte bedden evenals kostbaar textiel populair. De term "dak" komt voor in inventarissen van de Schotse aristocratie. In 1600 werd er een "kapelbed" gemaakt voor Anne van Denemarken, de vrouw van koning Jacobus I. In Engeland werd in 1605 een bed van karmozijnrood fluweel en damast voor haar gemaakt.
In Duitsland is een hemelbed bekend uit kasteel Rotenburg dat dateert uit 1607.
In Nederland werd in de 17e eeuw de alkoof populair, een nis in de kamer waarin het bed geplaatst werd, afgesloten met gordijnen. De ruimte tussen het bed werd ruelle genoemd, het steegje. De Franse Daniel Marot ontwierp hemelbedden voor stadhouder Willem III en zijn vrouw Mary Stuart. In Frankrijk werd het hemelbed een zodanig statussymbool dat de koning belangrijke bezoekers ontving terwijl hij zich in het hemelbed bevond.

In het pre-republikeinse China, dat bestond tot 1911, was het hemelbed het belangrijkste meubelstuk in huis en maakte het vaak deel uit van de bruidsschat. Deze bedden waren vaak versierd met betekenisvolle  motieven, vooral met betrekking tot vruchtbaarheid, een lang leven en een gelukkig huwelijk.

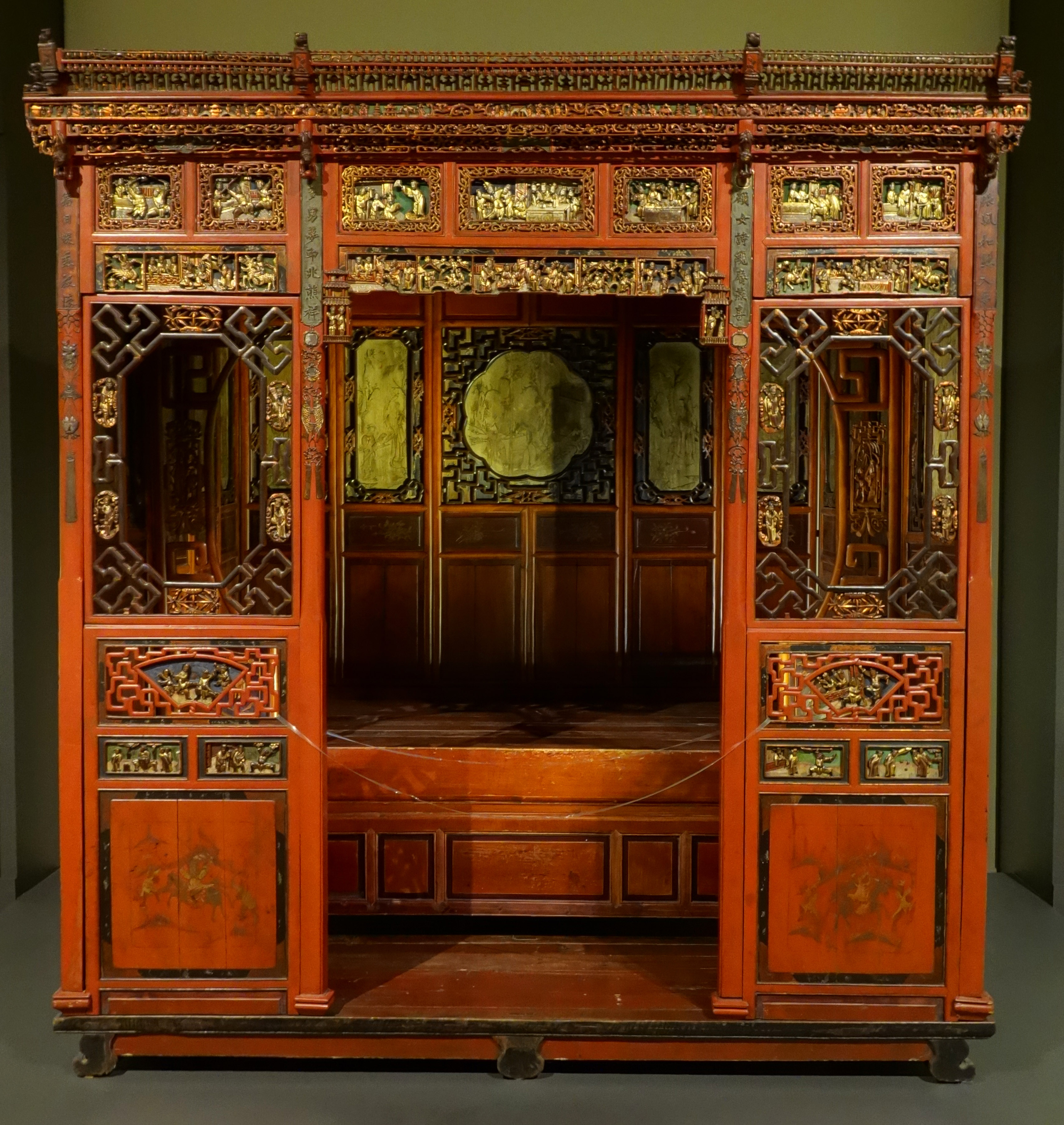
Hemelbed uit de Qing-dynastie, eind 19e of begin 20e eeuw.

## Moderne hemelbedden

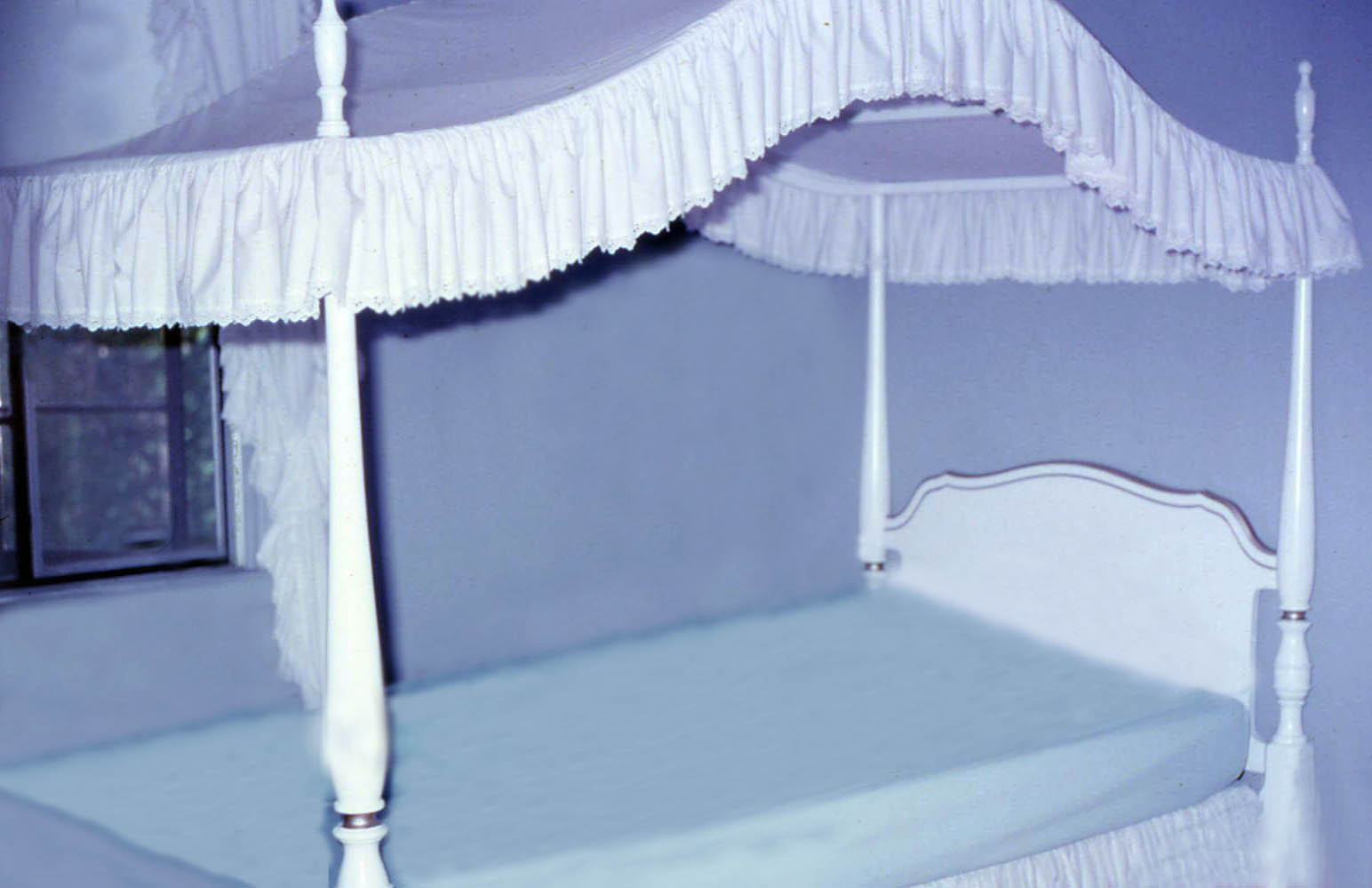
Modern hemelbed

Ook tegenwoordig worden nog hemelbedden gemaakt. Deze passen over het algemeen in twee categorieën: traditioneel of eigentijds. De meeste traditionele hemelbedden hebben een victoriaanse esthetiek, met sterk versierde metalen stangen of houten onderdelen. Hemelbedden uit deze categorie zijn vaak voorzien van bedgordijnen, soms gemaakt van zware stof.
Hemelbedden met een meer hedendaags ontwerp zijn vaak eenvoudiger. Hout, metaal of een combinatie van beide wordt gebruikt bij de constructie. Er worden weinig tot geen versieringen aangebracht.

## Soorten hemelbedden
Lit de bout of  lit de milieuEen bed dat met het hoofdeinde tegen een muur is geplaatst. De andere zijden staan vrij.
Lit de traversEen bed dat met de zijkant tegen de muur staat.
Lit en coinEen bed dat in de hoek van een kamer staat.
Lit à la duchesseEen speciale vorm van het lit de bout. Het heeft een gestoffeerd hoofdbord, geen buitenstijlen of voetenbord. De luifel is net zo groot als het bed. Deze loopt vanaf de muur tot boven het voeteneind. Er zijn geen palen aan het voeteneind om de luifel te ondersteunen.
Lit à l'ange of Lit à demi-cielEen variant van het lit de bout, maar de hemel is kleiner dan het bed.
Lit à la polonaiseDit bed heeft meestal een gestoffeerd hoofdbord en ook een aan het voeteneind. De hemel is kleiner dan het bed en rust op vier palen die naar binnen buigen.
Lit à la turqueDit is een vorm van het lit de travers. Net zoals bij het lit à la duchesse, is de hemel slechts aan één kant gemonteerd, vaak aan de muur, maar in dit geval aan de zijkant - de lange zijde - van het bed.

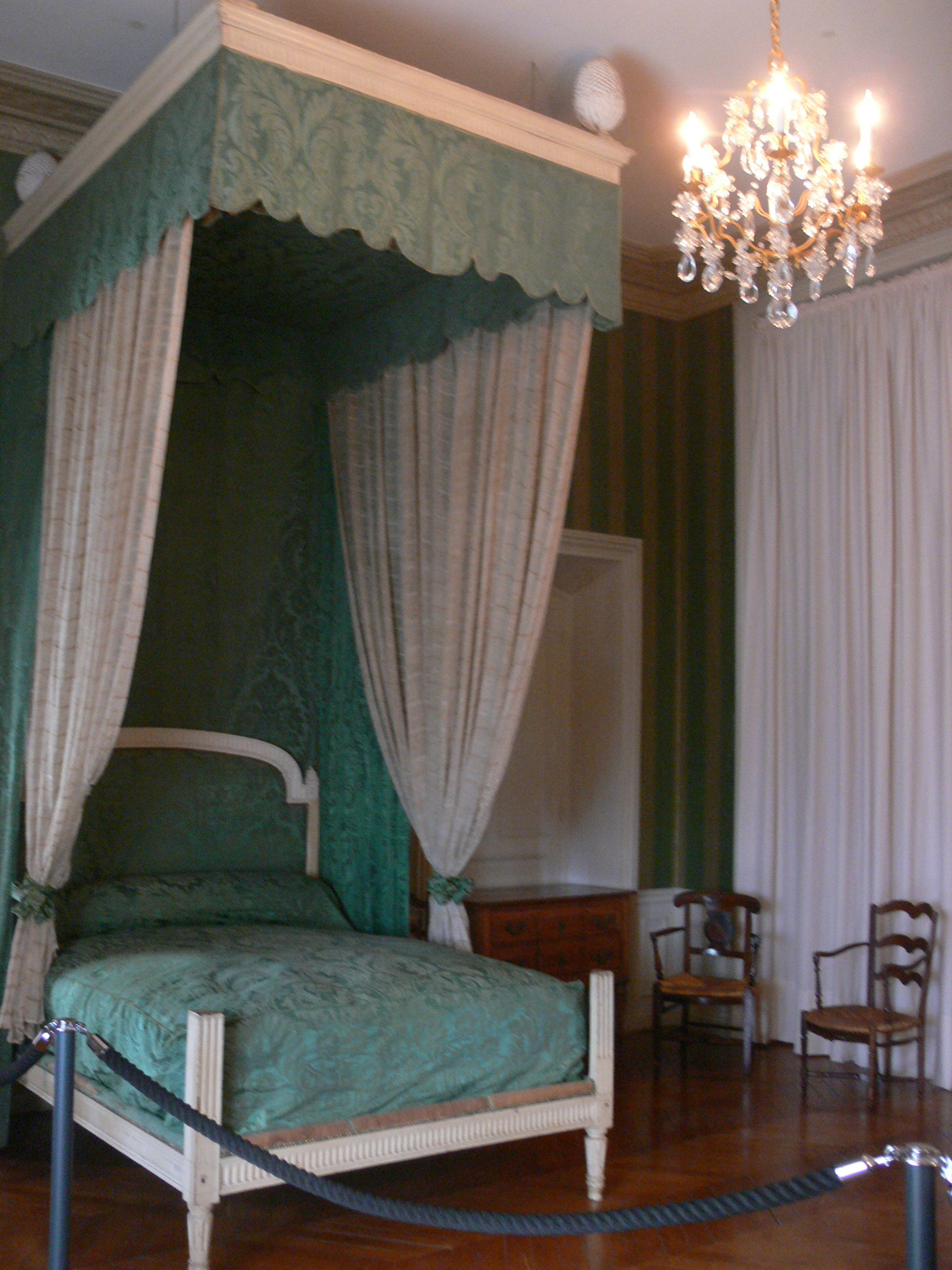
Lit à la duchesse
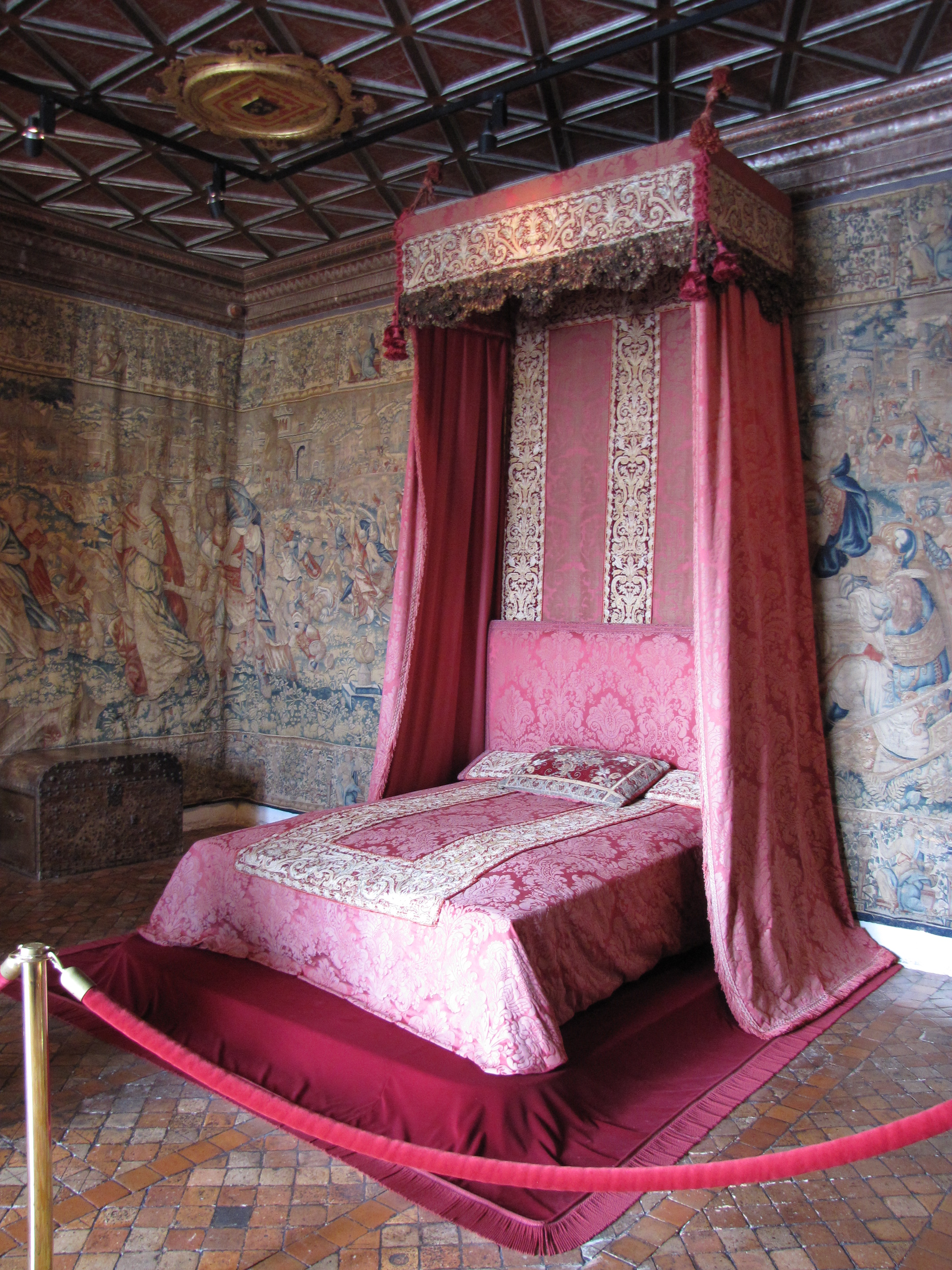
Lit à l'ange
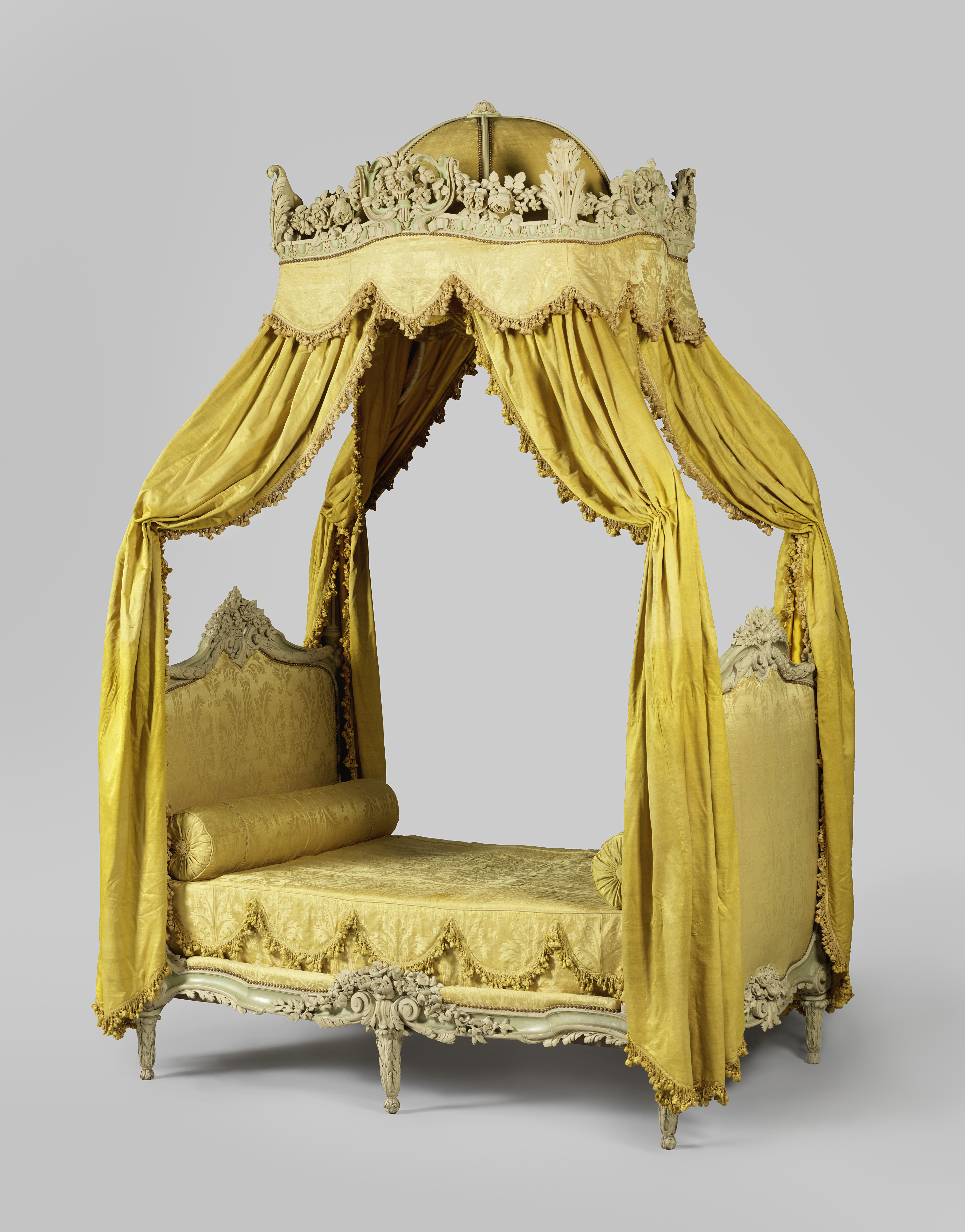
Lit à la polonaise
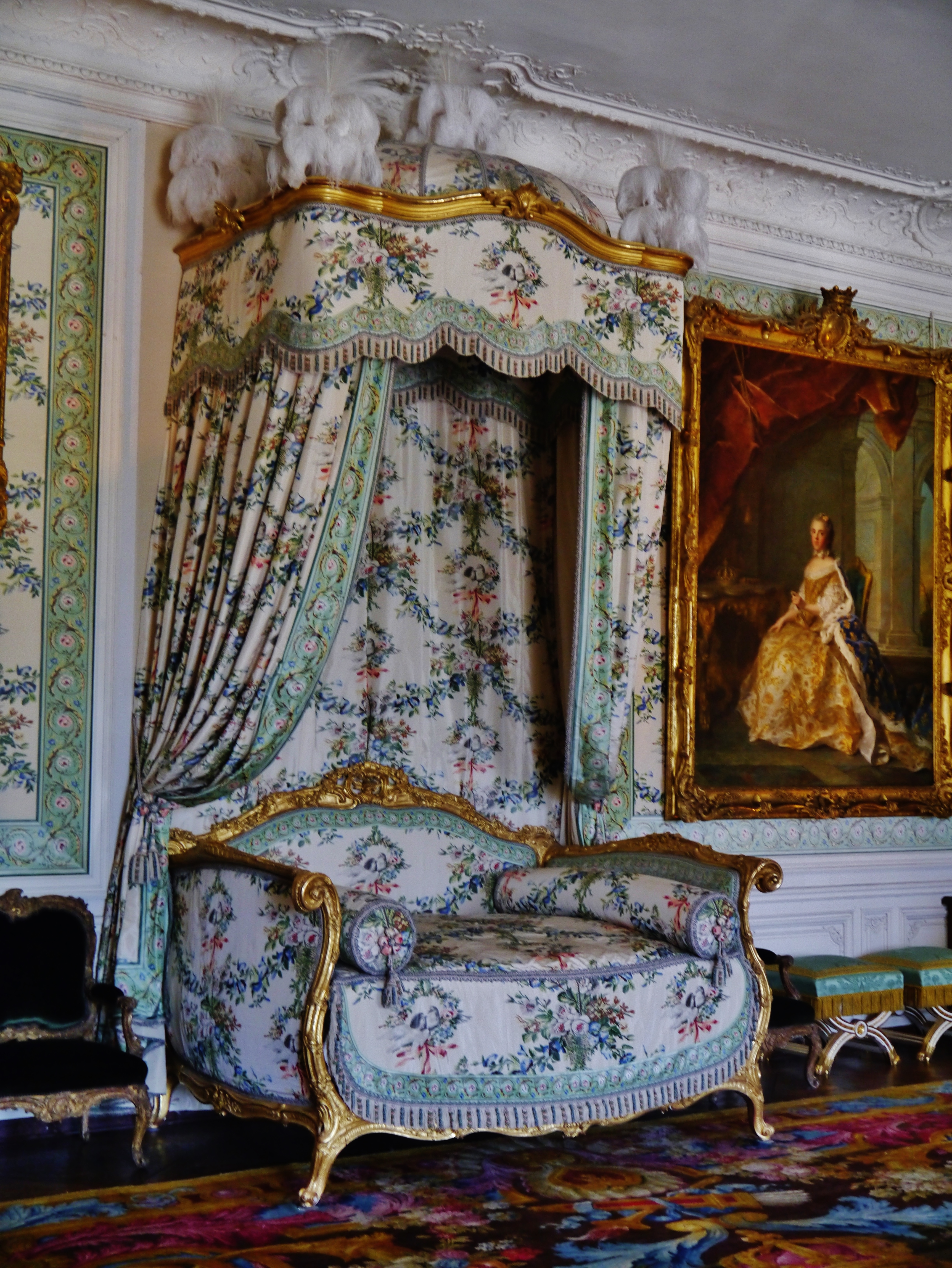
Lit à la turque

## Wetenswaardigheden
- De spoorbrug Dordrecht wordt ook wel het hemelbed genoemd.[2]
- Het Hemelbed was een in Nederland uitgevoerde musical met Liesbeth List en Jos Brink in de hoofdrol. Een vertaling van de Amerikaanse musical I Do, I Do.[3]